# Жан Ле Бре
Жан Ле Бре (фр. Jean Le Bret, 26 жовтня 1872 — 23 грудня 1947) — французький яхтсмен.
Срібний призер Олімпійських Ігор 1900 року в першому запливі в класі 0,5—1,0 тонна, бронзовий призер 1900 року в другому запливі в класі 0,5—1,0 тонна.